# Goniogryllus bilineatus
Goniogryllus bilineatus är en insektsart som först beskrevs av Lucien Chopard 1969.  Goniogryllus bilineatus ingår i släktet Goniogryllus och familjen syrsor. Inga underarter finns listade i Catalogue of Life.